# Jakob Syz
Jakob Syz, auch Jacob Syz oder Jakob von Syz (* 25. Dezember 1825 in Knonau, Schweiz; † 14. Februar 1891 in Wien) war Fabriksbesitzer und Abgeordneter zum Österreichischen Abgeordnetenhaus.

## Leben
Jakob Syz war Sohn des Posthalters und Gemeindepräsidenten Kaspar Syz († 1836). Er wurde im Jahr 1847 Gesellschafter und 1850 Alleineigentümer der Papierfabrik in St. Stefan am Gratkorn. Im Jahr 1870 verkaufte er die Fabrik an die neu gegründete AG für Papier- und Druckindustrie Leykam-Josefsthal, deren Präsident er ab 1884 war.
Von 1862 bis 1877 und von 1880 bis 1884 war er Mitglied im steiermärkischen Landtag (I., II., III., IV., V., VI. Wahlperiode). Weiters war er von 1869 bis 1871 Obmann der Bezirksvertretung Graz-Umgebung.
Er war evangelisch und ab 1848 verheiratet mit Ludovika (Louise) Ziegler († 1888), mit der er aber keine Kinder hatte.

## Politische Funktionen
Jakob Syz war vom 27. Dezember 1871 bis zum 10. September 1876 Abgeordneter des Abgeordnetenhauses im Reichsrat (IV. und V. Legislaturperiode) und war dort in beiden Legislaturperioden für das Kronland Steiermark, Kurie Handels- und Gewerbekammer zuständig. Er trat aus geschäftlichen Gründen zurück.

## Klubmitgliedschaften
Jakob Syz war ab dem 17. Januar 1872 im Klub der Verfassungspartei und ab 1873 im Klub der Linken.